# Gerwasia rosae
Gerwasia rosae är en svampart som beskrevs av F.L. Tai 1947. Gerwasia rosae ingår i släktet Gerwasia och familjen Phragmidiaceae.   Inga underarter finns listade i Catalogue of Life.